# Simaság, Vas
Simaság  este un sat în districtul Sárvár, județul Vas, Ungaria, având o populație de 584 de locuitori (2011). 

## Demografie
Componența etnică a satului Simaság
     Maghiari (93,04%)
     Romi (5,96%)
     Germani (0,99%)
Componența confesională a satului Simaság
     Luterani (8,73%)
     Fără religie (2,23%)
     Reformați (1,03%)
     Necunoscută (87,5%)
     Atei (0,51%)
     Alte religii (0,51%)
Conform recensământului din 2011, satul Simaság avea 584 de locuitori. Din punct de vedere etnic, majoritatea locuitorilor (93,04%) erau maghiari, cu o minoritate de romi (5,96%). Nu există o religie majoritară, locuitorii fiind luterani (8,73%), persoane fără religie (2,23%) și reformați (1,03%). Pentru 87,5% din locuitori nu este cunoscută apartenența confesională.